# ML (programmeertaal)
ML is een functionele programmeertaal, ontwikkeld door Robin Milner en anderen aan de Universiteit van Edinburgh. ML was oorspronkelijk een afkorting voor Meta Language. Het was bedoeld als de metataal van het redeneerprogramma LCF.
ML is, in tegenstelling tot Clean en Haskell, een "onzuivere" functionele taal, in de zin dat ook imperatief programmeren mogelijk is in ML (net zoals in Lisp).
De twee meest gebruikte ML-dialecten zijn tegenwoordig Standard ML en OCaml (Objective Caml). De laatste staat bekend als een van de meest efficiënt geïmplementeerde programmeertalen ter wereld, en kan zich meten met C en C++.
F# (uitspraak F sharp) van Microsoft is een van OCaml afgeleid ML-dialect. F# is een .NET-taal, wat wil zeggen dat in F# gemakkelijk het .NET-framework kan worden aangesproken. Ook kunnen met F# gemaakte programmaonderdelen aangesproken worden vanuit bijvoorbeeld C# en andersom. Microsoft Visual Studio ondersteunt ook het programmeren met F#.
De Universiteit van Saarland in Saarbrücken ontwikkelt momenteel een ML-dialect genaamd Alice, waarin onder andere parallel rekenen (op meerdere processors of machines tegelijk) en constraint programming mogelijk zijn.